# Lobito
Lobito ist eine Stadt und ein Landkreis (Concelho) in der angolanischen Provinz Benguela und liegt an der Atlantikküste.
Der Landkreis wurde 1843 gegründet und 1903 zur Stadt (Cidade) erhoben. Lobito liegt etwa 35 km nördlich der Küstenstadt und Provinzhauptstadt Benguela. Sie hat 324.050 Einwohner (Stand 2014).
Die Stadt Lobito hat den zweitgrößten Hafen des Landes. Der Hafen von Lobito liegt an der Rückseite einer langgestreckten Halbinsel, der Restinga, in einer abgeschlossenen, geschützten Meeresbucht. Die Restinga beherbergt neben dem historischen Gouverneurspalast auch andere Gebäude von ehemals oder immer noch wohlhabenden Bürgern. An der Spitze der Halbinsel gibt es feinen Sandstrand und Badeplätze sowie einige Restaurants für den Freizeitbetrieb.

## Geschichte
Die Gegend um Lobito wurde vom Nachbarort Catumbela gelegen am gleichnamigen Fluss Catumbela besiedelt. Catumbela war als Ort schon vor Lobito existent und erste Schiffe kamen in die Flussmündung um Güter aufzunehmen.
Lobito wurde auf einer Sandbank gebaut und liegt an einer Bucht mit einem durch eine ca. 5 km lange Dünenlandzunge (Restinga) geschützten natürlichen Hafen. Der erste Stadtrat wurde 1843 durch die koloniale portugiesische Verwaltung auf Anweisung des Königshauses (Maria II von Portugal) eingesetzt. Seit 1903 arbeitet der Hafen von Lobito und seit 1928 die wichtige Eisenbahnlinie der Region, die Benguelabahn, die das damals portugiesische Angola mit dem ehemals belgischen Kongo und mit Sambia verband. Unter portugiesischer Verwaltung war der Hafen ein Zentrum für den Export von landwirtschaftlichen Gütern, Kupfer und anderen Erzen. Auch der Tourismus gewann in dieser Zeit eine gewisse Bedeutung.
Nach der Nelkenrevolution in Portugal und der Unabhängigkeit von Angola wurde die Benguelabahn als der Hauptzubringer der Exportartikel immer unzuverlässiger, weil es durch den immer wieder aufflammenden Bürgerkrieg (1975–2002) keine regulären Transporte mehr gab. Die Strecke und der Hafen verfielen. Allerdings konnten Hafen und Eisenbahn im Friedensprozess nach 2002 schnell wieder aufgebaut werden und heute sind sie praktisch die Lebensader dieser angolanischen Stadt und Region.

## Verwaltung
Lobito ist Sitz eines gleichnamigen Kreises (Município) in der Provinz Benguela. Der Kreis umfasste bis zur Gebietsreform 2024 eine Fläche von 3.648 km² und hatte etwa 805.000 Einwohner (Schätzung 2011). Die Volkszählung 2014 soll fortan gesicherte Bevölkerungszahlen liefern.
Bis zur Gebietsreform 2024 bildeten drei Gemeinden (Comunas) den Kreis Lobito:
- Canjala
- Egipto Praia
- Lobito

Seither besteht der Kreis nur aus der gleichnamigen Gemeinde.

## Wirtschaft und Verkehr
Neben einigen Off-Shore-Aktivitäten für Ölbohrungen vor der Küste gibt es Fischfang und einen ständig wachsenden Güterverkehr für die Versorgung des Hinterlands.
Im Hafen von Lobito startet die Benguelabahn, die auf dem Schienenweg den angolanischen Hafen mit den Zwischenstationen Huambo und Cuito mit der Kupferprovinz Katanga (zeitweilig Shaba genannt) in der Demokratischen Republik Kongo, ehem. Zaíre, verbindet und darüber hinaus auch mit den Bahnen von Sambia, Tansania, Simbabwe, Mosambik und Südafrika. Die Eisenbahnstrecke wurde während des fast 30-jährigen angolanischen Bürgerkriegs fast völlig zerstört und war deswegen unterbrochen. Zwischen 2006 und 2014 wurde sie wieder komplett instand gesetzt. Das Teilstück von 500 km bis Cuito wurde als erstes in Betrieb genommen, seit der Einweihung der Brücke über den Kasai am 13. August 2014 funktioniert die gesamte Bahnstrecke bis in die Demokratische Republik Kongo wieder. Der neu errichtete Hauptbahnhof von Lobito wurde am 27. August 2012 eingeweiht. Er verfügt über Abstellgleise für sechs Züge gleichzeitig. Neben einer Verbindung zum Hafen (7 km) und nach Benguela (27,3 km) besteht ein zweigleisiger Anschluss an den Flughafen Catumbela (19,6 km).
Der Hafen mit seinen 8 Liegeplätzen wurde 2008–2014 ausgebaut und mit einer neuen Kaimauer von 314 m versehen. Er verfügt damit über einen Tiefgang von 15,2 m. Bedingt durch eine Tendenz zur Containerisierung wurden alte Lagerhäuser abgerissen und die gesamte Kaifläche neu asphaltiert. Durch den Bau einer Brücke über den Rio das Cuculas wurde die Zufahrt für Schwertransport-Lkw erleichtert.  Zusätzliche Flurförderfahrzeuge wurden beschafft und es sollen ein zusätzlicher Containerterminal sowie ein Hinterlanddepot entstehen. Eine Reihe von Modernisierungsprojekten werden hier durch chinesische Baufirmen ausgeführt. Der Hafen möchte zum „Container Hub Port“ der westafrikanische Küste aufsteigen und hier in Umladung auch Container von und für andere Häfen von großen Seeschiffen übernehmen.
Hier denkt man insbesondere an den fortwährend verstopften Hafen der Hauptstadt Luanda.
Der Flughafen Catumbela liegt 12 km vom Stadtzentrum entfernt. Er verfügt über eine Landebahn von 3700 m Länge. Er wurde 2012 fertiggestellt und soll ab Ende 2019 für internationale Flüge u. a. nach Lissabon zertifiziert sein.

## Sport
Der 1970 gegründete AC Lobito spielte mehrmals in der ersten angolanischen Fußballliga, dem Girabola. 2014 stieg er erneut in den Girabola auf. Der Klub trägt seine Heimspiele im Estádio do Buraco mit 15.000 Plätzen aus.
Bereits früher bestanden Fußballvereine in Lobito, so der FC Lobito. José Águas, der spätere portugiesische Nationalspieler und Europapokalsieger 1961 und 1962 mit Benfica Lissabon, spielte von 1948 bis 1950 dort.

## Klima

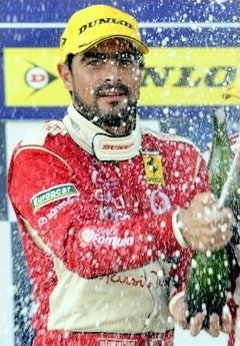
Pedro Couceiro (2010)

|                       | Jan  | Feb  | Mär  | Apr  | Mai  | Jun  | Jul  | Aug  | Sep  | Okt  | Nov  | Dez  |   |      |
| Mittl. Tagesmax. (°C) | 28,8 | 29,8 | 30,4 | 30,2 | 28,2 | 25,0 | 23,3 | 23,2 | 24,4 | 26,6 | 28,3 | 28,5 | ⌀ | 27,2 |
| Mittl. Tagesmin. (°C) | 21,6 | 22,4 | 23,2 | 23,4 | 21,3 | 18,2 | 16,8 | 16,5 | 17,9 | 20,3 | 21,8 | 21,7 | ⌀ | 20,4 |
|                       |      |      |      |      |      |      |      |      |      |      |      |      |   |      |
| Niederschlag (mm)     | 10   | 35   | 111  | 55   | 5    | 0    | 0    | 0    | 2    | 10   | 18   | 22   | Σ | 268  |
|                       |      |      |      |      |      |      |      |      |      |      |      |      |   |      |
| Sonnenstunden (h/d)   | 5,7  | 6,7  | 6,3  | 6,6  | 6,3  | 5,4  | 3,9  | 4,1  | 4,8  | 4,6  | 5,5  | 5,6  | ⌀ | 5,4  |
|                       |      |      |      |      |      |      |      |      |      |      |      |      |   |      |
| Regentage (d)         | 2    | 2    | 7    | 5    | 0    | 0    | 0    | 0    | 0    | 3    | 3    | 4    | Σ | 26   |
|                       |      |      |      |      |      |      |      |      |      |      |      |      |   |      |
| Wassertemperatur (°C) | 24   | 25   | 25   | 26   | 23   | 20   | 18   | 19   | 21   | 22   | 23   | 24   | ⌀ | 22,5 |
|                       |      |      |      |      |      |      |      |      |      |      |      |      |   |      |
| Luftfeuchtigkeit (%)  | 77   | 76   | 77   | 79   | 79   | 79   | 80   | 81   | 80   | 80   | 78   | 77   | ⌀ | 78,6 |

| 21,6 |

| 22,4 |

| 23,2 |

| 23,4 |

| 21,3 |

| 18,2 |

| 16,8 |

| 16,5 |

| 17,9 |

| 20,3 |

| 21,8 |

| 21,7 |

| 21,6 |

| 22,4 |

| 23,2 |

| 23,4 |

| 21,3 |

| 18,2 |

| 16,8 |

| 16,5 |

| 17,9 |

| 20,3 |

| 21,8 |

| 21,7 |

## Söhne und Töchter der Stadt
- Tomaz Kim (1915–1967), portugiesisch-angolanischer Lyriker und Übersetzer
- Daniel Chipenda (1931–1996), angolanischer Widerstandskämpfer
- António Escudeiro (1933–2018), portugiesischer Regisseur und Kameramann
- Joaquim Santana (1936–1989), portugiesischer Fußballspieler
- Jorge Campinos (1937–1993), portugiesischer Jurist, Hochschullehrer und sozialistischer Politiker, mehrmaliger Minister
- António Setas (* 1942), angolanischer Schriftsteller
- Jorge Perestrelo (1948–2005), portugiesischer Sportjournalist
- Joaquim David (* 1951), angolanischer Manager und Politiker
- João Carqueijeiro (* 1954), portugiesischer Bildhauer
- João Lourenço (* 1954), angolanischer General und Politiker
- Jorge Melício (* 1957), portugiesischer Bildhauer
- António Tavares (* 1960), portugiesischer Schriftsteller
- Tomaz Morais (* 1970), portugiesischer Rugbyspieler, Trainer der Portugiesischen Rugby-Nationalmannschaft
- Pedro Couceiro (* 1970), portugiesischer Autorennfahrer, als Kind bekannter Sänger
- Yola Semedo (* 1978), angolanische Sängerin
- Florentino (* 1999), Fußballspieler